# MEO (operadora)
MEO es un servicio y marca de telecomunicaciones móviles y fijas de Altice Portugal (anteriormente Portugal Telecom), gestionado por MEO - Serviços de Comunicações e Multimédia. El servicio se puso a prueba en Lisboa en 2006 y luego se extendió a Oporto y Castelo Branco.

## Historia
MEO en su forma actual fue fundada en 2007 después de la separación de PT Comunicações y PT Multimédia (más ZON y hoy NOS). PTM empleó cables coaxiales, después de la separación, MEO comenzó a utilizar cables de cobre. El servicio de televisión suministrado por MEO dentro de la red de cable de cobre se sirve en la línea ADSL. TMN, el primer y más grande operador de redes móviles de Portugal, se integró más tarde en la marca MEO en 2014 después de que dos de los accionistas de TMN, Telefones de Lisboa e Porto (TLP) y Marconi Comunicações Internacionais (las operaciones portuguesas de la británica Compañía Marconi) fueron adquiridos por Portugal Telecom en 1994 y 2002, respectivamente.
El lanzamiento comercial del servicio ADSL2+ tuvo lugar en junio de 2007. El servicio satelital comenzó en abril de 2008, utilizando el satélite Hispasat, seguido pronto por el servicio FTTH. Las ofertas ADSL2+ y FTTH llegaron a todo Portugal e incluyeron servicios de Internet de banda ancha (hasta 400Mbit/s), así como un servicio telefónico.
En mayo de 2009, PT Comunicações anunció, después de que comenzaron las transmisiones de Televisión Digital Terrestre (TDT), que el servicio triple play también estaba disponible con velocidades de fibra óptica que pueden alcanzar los 400 Mbit/s. 
Otro servicio se basa en TDT, MEO TDT, que se incluye en el servicio de placas 3G que se captura a través de las señales de Internet móvil de TDT. Este servicio incluía un canal de alta definición (HD) y los cinco principales canales portugueses. 
En julio de 2010, Altice (anteriormente como PT Portugal) informó que MEO había superado los 700 mil clientes.
En noviembre de 2011, MEO logró un millón de suscripciones. En enero de 2014, MEO y TMN se convirtieron en una sola marca, MEO Serviços de Comunicações e Multimédia S.A..
En 2013, MEO lanzó un servicio cuádruple play llamado M4O que, además de las funcionalidades ya mencionadas, ha agregado el teléfono móvil, en una lógica estratégica convergente. En julio de 2014, MEO lanzó un paquete que también incluye la oferta de internet móvil, llamada M5O.

## Cronología
1991
- Creado el 22 de marzo para asumir el único servicio móvil existente en Portugal, basado en una red analógica lanzada en 1989 por TLP (servicio telefónico de Lisboa y Oporto) y CTT (servicio postal portugués/servicio telefónico nacional), ambas compañías estatales. El prefijo de red era 0676.
- En diciembre, Marconi (servicio telefónico internacional portugués, también una empresa estatal) compró la empresa; la propiedad se dividió en partes iguales entre los tres socios.

1992
- En marzo, la agencia reguladora ICP-Instituto das Comunicações de Portugal (Instituto de Comunicaciones de Portugal) anunció los ganadores de las ofertas públicas para dos licencias para servicios móviles a través de GSM. Un ganador fue TMN; el segundo ganador fue un consorcio privado formado para la oferta, llamado Telecel (más tarde comprado por Vodafone).
- En mayo, se realizó la primera llamada GSM. El prefijo era 0936.
- El 8 de octubre se lanzó comercialmente el servicio GSM.

1993
- En mayo, se realizó la primera llamada de roaming.
- En octubre, TMN lanzó el servicio de correo de voz de forma gratuita para todos los clientes.

1994
- TMN se incorporó a Portugal Telecom, la empresa estatal de telecomunicaciones nacida de la fusión de TLP, Marconi y Telecom Portugal (spin-off de CTT).

1995
- Inauguración, en febrero, de la red digital en la isla de Madeira.
- En septiembre, lanzamiento de MIMO, el primer servicio móvil prepago del mundo.

1996
- En abril, se presentó un nuevo logotipo.
- En junio, lanzamiento de SPOT, una tarifa prepaga para clientes más jóvenes.
- En julio, inauguración de la red digital en las Azores.

1998
- En abril, TMN fue el primer operador portugués en adoptar la facturación por segundo según lo impuesto por la ley.
- TMN llegó a un millón de clientes.
- En septiembre, se lanzó el tercer competidor GSM: Optimus (ahora NOS).

1999
- TMN llegó a dos millones de clientes. Obtuvo su segundo millón de clientes en solo un año, en comparación con nueve años para el primer millón.
- ICP otorgó a TMN una licencia para servicios de telefonía fija, con el prefijo 1096. TMN solo ofrecería este servicio a sus clientes corporativos, respaldado en la red fija de su empresa matriz.

2000
- El prefijo de TMN se cambió a 96 como parte de una reestructuración general del sistema de numeración nacional.

2003
- En junio, TMN lanzó un portal móvil, i9 (pronunciado innov), siguiendo el rastro de Vodafone live!, lanzado en noviembre de 2005.

2005
- El 28 de septiembre, TMN presentó un nuevo logotipo, que se muestra arriba.

2014
- En enero se informó que Portugal Telecom descontinuará la marca TMN y la fusionará con Meo.[6]

2017
- A partir del 31 de octubre, el nombre del operador en el iPhone cambió a altice MEO.

2018
- El 8 de agosto de 2018, MEO alcanzó un millón y medio de suscriptores.

2020
- MEO es el proveedor con la mayor cuota de suscriptores de televisión, con un 39,8%, seguido por NOS con un 39,7%.

2023
- En junio, MEO celebra sus 15 años. Ahora, los protagonistas del icónico "Communicado à Nação" son 4 jóvenes de 15 años que, en el mismo escenario y con la misma ropa futurista, junto al mismo equipo de producción y fotógrafo responsables de la campaña de 2008, recrean la escena.

2024
- En mayo de 2024, MEO cambió recientemente su logotipo, siendo la tercera vez que adopta el logotipo actual.